# Archiv der Zukunft

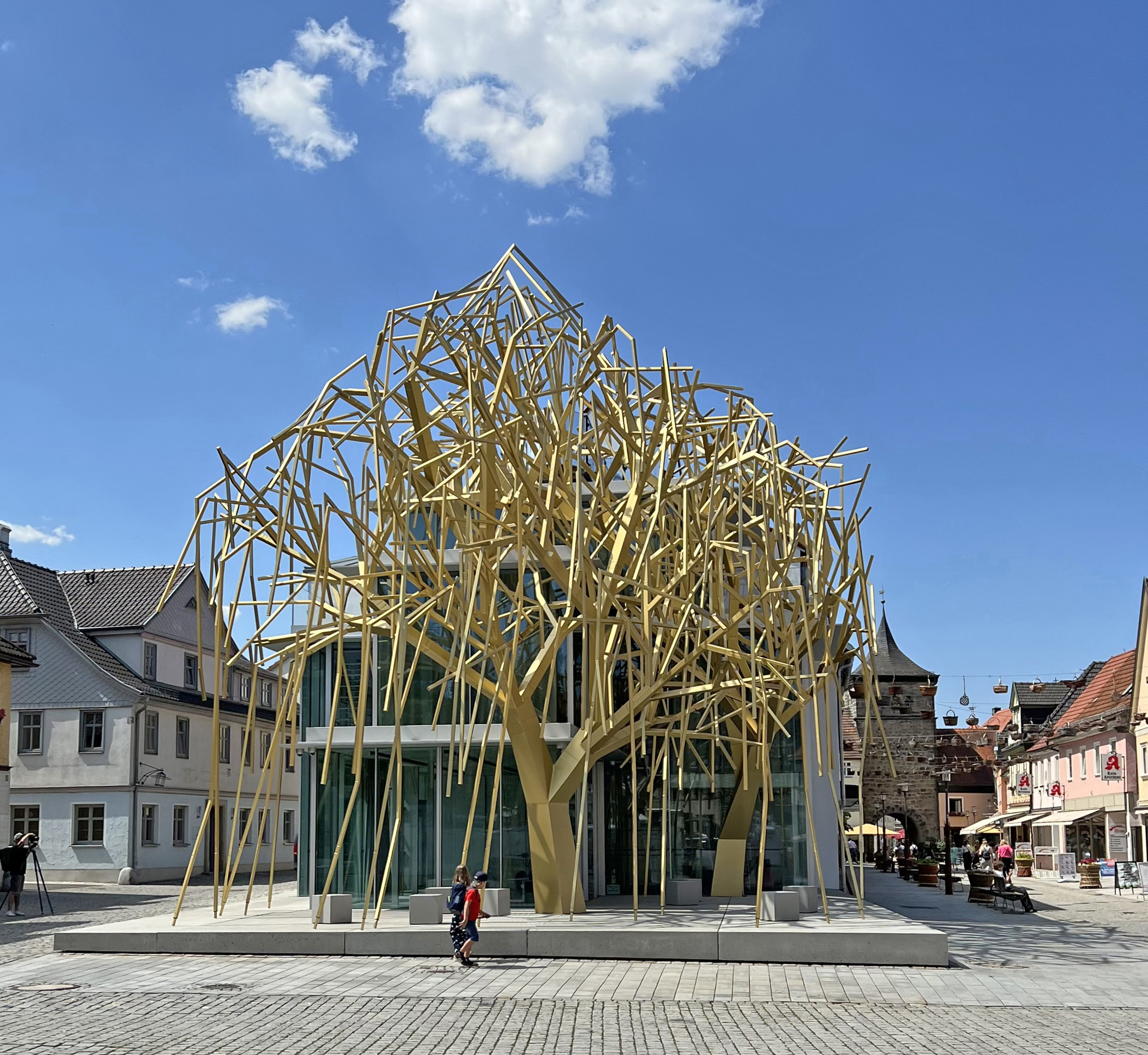
Archiv der Zukunft Lichtenfels – Architektur von außen

Das Archiv der Zukunft ist ein 2023 eröffnetes Kulturzentrum im oberfränkischen Lichtenfels. Dort finden Ausstellungen und Vorträge statt. Das Gebäude wird von einer auffälligen Kunstinstallation umgeben, die an eine Weide erinnert.

## Architektur

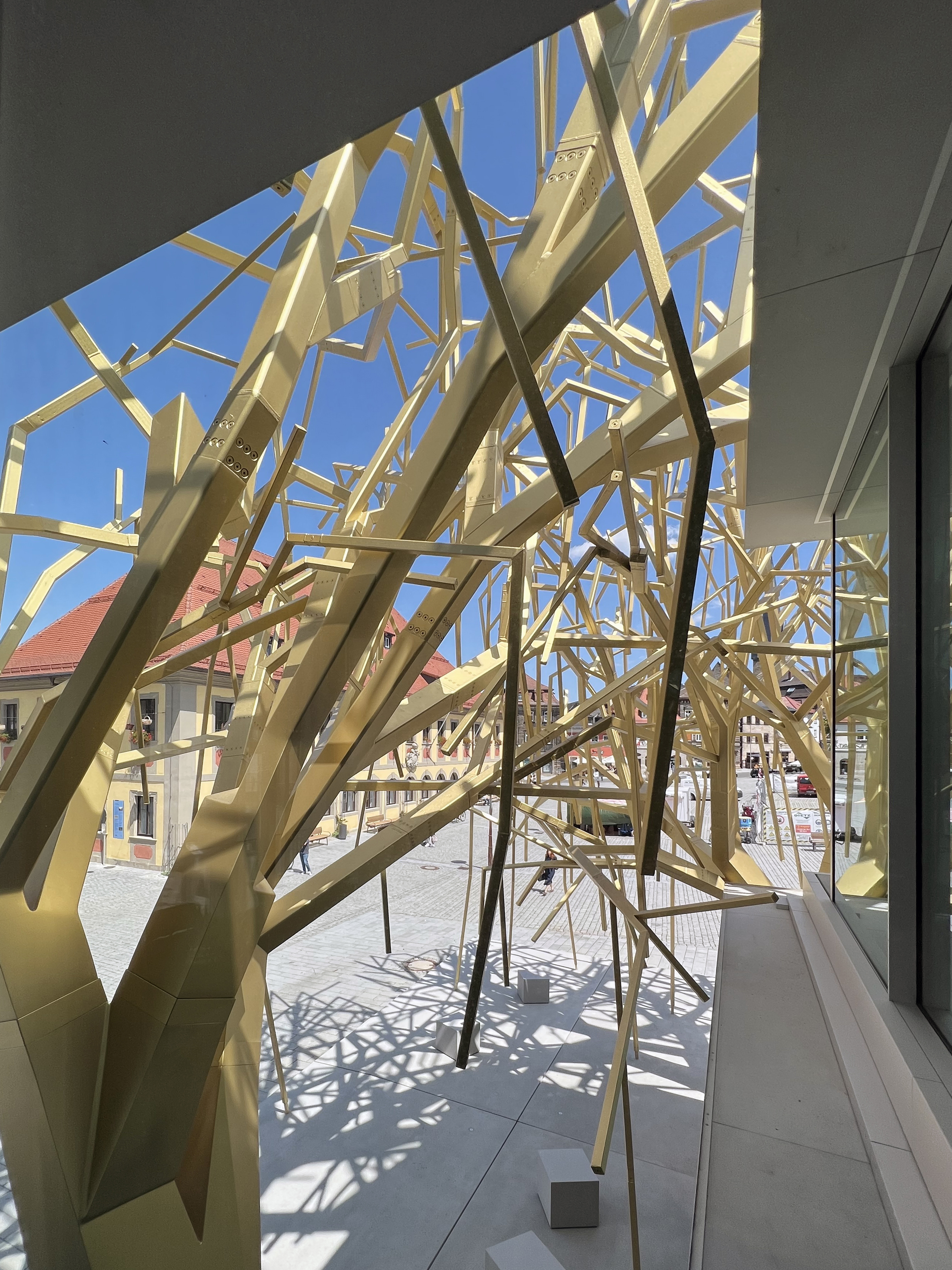
Archiv der Zukunft Lichtenfels – Blick durch die Weiden

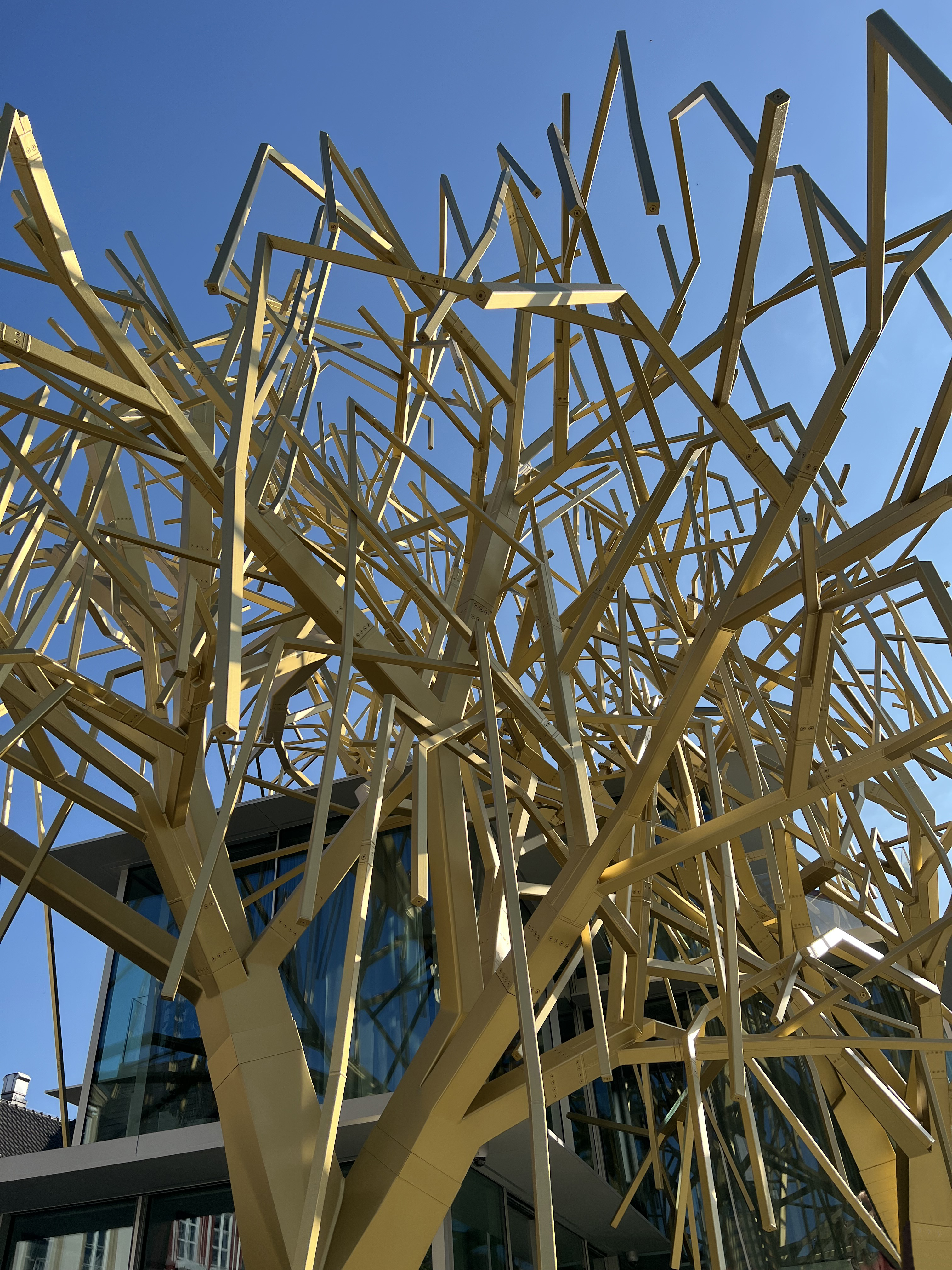
Archiv der Zukunft Lichtenfels – Details Der Weidenstruktur

Im Jahr 2018 gewann der Münchner Architekt Peter Haimerl den Ausschreibungswettbewerb. Ein Glaspavillon wird von einem Geflecht aus goldenen Edelstahlrohren überwölbt. Dies ist eine Referenz an die Weidenbäume, die essenziell für die Entwicklung der „Deutschen Korbstadt“ Lichtenfels waren. Bereits während der Planung kam es durch die ungewöhnliche Form zu einer Debatte in der Stadt.

## Archäologische Funde
Zu Beginn der Bauarbeiten wurde das historische Kellergewölbe unterhalb des Gebäudes restauriert. Dabei entdecken Archäologen ein Gefäß und weitere Objekte aus der Zeit von 1.000 bis 1.200. Sie belegen, dass die Besiedelung hier schon 300 bis 400 Jahre früher begann, als ursprünglich angenommen wurde.

## Veranstaltungen
Seit März 2023 findet eine Dauerausstellung zum Thema „Zukunft der Arbeit“ statt, die verschiedene Architekturkonzepte präsentiert. Daneben gab es seit 2022 die Sonderausstellungen „Lichtenfels AR“ (Oktober bis Dezember 2022), „Der Weg zu den Weiden“ und „Design-Wettbewerb zum Ausbildungslöwen 2025“.
Dazu finden unregelmäßig Vorträge, Podiumsdiskussionen und Workshops statt.

## Träger
Das Archiv der Zukunft wird vom „R+G Asset Management GmbH & Co. KG“ getragen, die auf der Website als „Archiv der Zukunft Lichtenfels“ auftreten. Dahinter stehen die Brüder Robert und Günter Hofmann, deren Unternehmen im 3D-Druck tätig ist. Von 2019 bis 2023 wurde jährlich ein Magazin herausgegeben, das sich mit Zukunftstechnologien beschäftigte.